# Reprezentacja Estonii na Mistrzostwach Świata w Narciarstwie Klasycznym 2011
Reprezentacja Estonii na Mistrzostwach Świata w Narciarstwie Klasycznym 2011 liczy 22 sportowców.

## Medale

### Złote medale
Brak

### Srebrne medale
Brak

### Brązowe medale
Brak

## Wyniki

### Biegi narciarskie mężczyzn
Sprint
- Peeter Kümmel – 6. miejsce
- Timo Simonlatser – odpadł w kwalifikacjach
- Anti Saarepuu – odpadł w kwalifikacjach
- Kein Einaste – odpadł w kwalifikacjach

Bieg łączony na 30 km
- Karel Tammjarv – 38. miejsce
- Eeri Vahtra – 41. miejsce
- Aivar Rehemaa – 57. miejsce
- Kaspar Kokk – nie ukończył

Bieg na 15 km
- Jaak Mae – 14. miejsce
- Algo Karp – 23. miejsce
- Karel Tammjarv – 26. miejsce

Sprint drużynowy
- Peeter Kümmel, Kein Einaste – 11. miejsce

Sztafeta 4x10 km
- Jaak Mae, Algo Karp, Karel Tammjarv, Aivar Rehemaa – 10. miejsce

Bieg na 50 km
- Aivar Rehemaa – 32. miejsce
- Eeri Vahtra – 42. miejsce
- Karel Tammjarv – 49. miejsce

### Biegi narciarskie kobiet
Sprint
- Piret Pormeister – odpadła w kwalifikacjach
- Katja Udras – odpadła w kwalifikacjach
- Triin Ojaste – odpadła w kwalifikacjach

Bieg łączony na 15 km
- Laura Rohtla – 41. miejsce

Bieg na 10 km
- Laura Rohtla – 45. miejsce
- Triin Ojaste – 48. miejsce

Sprint drużynowy
- Piret Pormeister, Triin Ojaste – 11. miejsce

### Kombinacja norweska
Konkurs indywidualny HS 106/10 km
- Kail Piho – 34. miejsce
- Karl-August Tiirmaa – 44. miejsce
- Aldo Leetoja – 51. miejsce
- Kaarel Nurmsalu – nie wystartował

Konkurs drużynowy HS 106/4x5 km
- Kail Piho, Karl-August Tiirmaa, Aldo Leetoja, Han-Hendrik Piho – 12. miejsce

Konkurs indywidualny HS 134/10 km
- Kaarel Nurmsalu – 31. miejsce
- Kail Piho – 33. miejsce
- Karl-August Tiirmaa – 40. miejsce
- Han-Hendrik Piho – 50. miejsce

Konkurs drużynowy HS 134/4x5 km
- Kail Piho, Karl-August Tiirmaa, Aldo Leetoja, Kaarel Nurmsalu – nie wystartowali

### Skoki narciarskie mężczyzn
Konkurs indywidualny na skoczni normalnej
- Siim-Tanel Sammelselg – odpadł w kwalifikacjach
- Illimar Paern – odpadł w kwalifikacjach

Konkurs indywidualny na skoczni dużej
- Siim-Tanel Sammelselg – odpadł w kwalifikacjach
- Illimar Paern – odpadł w kwalifikacjach